# Otwarte mistrzostwa Europy w brydżu sportowym
Otwarte mistrzostwa Europy w brydżu sportowym (European Open Bridge Championships) – zawody brydżowe – teamów i par – w kategoriach mikstów, open, kobiet i seniorów; w których startować mogą zawodnicy ze wszystkich krajów (nie tylko europejskich) bez ograniczenia liczby zawodników z jednego kraju. OME odbywające się w latach nieparzystych. W latach parzystych odbywają się Drużynowe Mistrzostwa Europy. Zawody zostały wpisane do kalendarza EBL w roku 2003 dzięki staraniom ówczesnego Prezydenta EBL Gianarrigo Rona.

## Rozgrywane konkurencje
Obecnie Otwarte Mistrzostwa Europy w brydżu sportowym (OME) składają się z następujących konkurencji:
- Drużynowe otwarte mistrzostwa Europy mikstów;
- Drużynowe otwarte mistrzostwa Europy open;
- Drużynowe otwarte mistrzostwa Europy kobiet;
- Drużynowe otwarte mistrzostwa Europy seniorów;
- Otwarte mistrzostwa Europy par mikstowych;
- Otwarte mistrzostwa Europy par open;
- Otwarte mistrzostwa Europy par kobiecych;
- Otwarte mistrzostwa Europy par seniorów.

OME wchłonęły odbywające się przed rokiem 2003 następujące zawody:
- Drużynowe mistrzostwa Europy mikstów;
- Mistrzostwa Europy par mikstowych;
- Mistrzostwa Europy Par Open;
- Mistrzostwa Europy par kobiecych;
- Mistrzostwa Europy par seniorów.

Poniżej przedstawiono numerację zawodów w poszczególnych konkurencjach przed włączeniem do OME i po włączeniu do OME:
| Numeracje zawodów OME | Numeracje zawodów OME | Numeracje zawodów OME | Numeracje zawodów OME |
| Typ                   | Kategoria             | Przed 2003            | Po 2003               |
| --------------------- | --------------------- | --------------------- | --------------------- |
| Dryżynowe             | Miksty                | 1–7                   | 8–                    |
| Dryżynowe             | Open                  | –                     | 1–                    |
| Dryżynowe             | Kobiety               | –                     | 1–                    |
| Dryżynowe             | Seniorzy              | –                     | 1–                    |
| Pary                  | Miksty                | 1–7                   | 8–                    |
| Pary                  | Open                  | 1–11                  | 12–                   |
| Pary                  | Kobiety               | 1–8                   | 9–                    |
| Pary                  | Seniorzy              | 1–7                   | 8–                    |

## Klasyfikacja generalna mistrzostw
Każde Otwarte Mistrzostwa Europy mają zestaw zasad (Rules And Regulations), które określają przebieg poszczególnych konkurencji. Od drugich zawodów, w roku 2005, określono również zasady otrzymywania nagród w klasyfikacji generalnej. W roku 2013 klasyfikacja generalna NIE była prowadzona.
Prowadzone są 3 klasyfikacje: Open, Kobiet i Seniorów. Przyznawane miejsca w klasyfikacji generalnej zależą od zajętych miejsc w zawodach teamów i par dla każdej konkurencji oraz dodatkowo w konkurencjach mikstów (drużynowo i par). (Przykładowo: Dla seniorów brane są wyniki miksty drużynowo, miksty pary, seniorzy drużynowo i seniorzy pary.) Z tych 4 możliwych konkurencji do sumy brane są najlepsze 3 wyniki każdego z zawodników. Dla każdych zawodów określone są punkty możliwe do zdobycia w każdej konkurencji za zajęcie poszczególnych miejsc.
Poniższa tabela pokazuje zdobycze poszczególnych krajów zarówno w poszczególnych kategoriach, jak i w sumie dla wszystkich kategorii.
Po najechaniu kursorem nad liczbę wyświetli się wykaz zawodów (TOn – Open, TWn – Kobiety, TSn – Seniorzy), w których te miejsca zostały zdobyte. Naciskając strzałkę w kolumnie z pierwszymi miejscami można uporządkować listę według zdobyczy dowolnej kategorii.
| Podsumowanie miejsc klasyfikacji generalnej (Stan na 2013-01-18) | Podsumowanie miejsc klasyfikacji generalnej (Stan na 2013-01-18) | Podsumowanie miejsc klasyfikacji generalnej (Stan na 2013-01-18) | Podsumowanie miejsc klasyfikacji generalnej (Stan na 2013-01-18) | Podsumowanie miejsc klasyfikacji generalnej (Stan na 2013-01-18) | Podsumowanie miejsc klasyfikacji generalnej (Stan na 2013-01-18) | Podsumowanie miejsc klasyfikacji generalnej (Stan na 2013-01-18) | Podsumowanie miejsc klasyfikacji generalnej (Stan na 2013-01-18) | Podsumowanie miejsc klasyfikacji generalnej (Stan na 2013-01-18) | Podsumowanie miejsc klasyfikacji generalnej (Stan na 2013-01-18) | Podsumowanie miejsc klasyfikacji generalnej (Stan na 2013-01-18) | Podsumowanie miejsc klasyfikacji generalnej (Stan na 2013-01-18) | Podsumowanie miejsc klasyfikacji generalnej (Stan na 2013-01-18) | Podsumowanie miejsc klasyfikacji generalnej (Stan na 2013-01-18) | Podsumowanie miejsc klasyfikacji generalnej (Stan na 2013-01-18) | Podsumowanie miejsc klasyfikacji generalnej (Stan na 2013-01-18) |
| Kategoria                                                        | Kategoria                                                        | Open                                                             | Open                                                             | Open                                                             | Kobiety                                                          | Kobiety                                                          | Kobiety                                                          | Seniorzy                                                         | Seniorzy                                                         | Seniorzy                                                         | Razem                                                            | Razem                                                            | Razem                                                            | Kategoria                                                        | Kategoria                                                        |
| F                                                                | Kraj                                                             | Pierwsze                                                         | Drugie                                                           | Trzecie                                                          | Pierwsze                                                         | Drugie                                                           | Trzecie                                                          | Pierwsze                                                         | Drugie                                                           | Trzecie                                                          | Pierwsze                                                         | Drugie                                                           | Trzecie                                                          | F                                                                | Kraj                                                             |
| ---------------------------------------------------------------- | ---------------------------------------------------------------- | ---------------------------------------------------------------- | ---------------------------------------------------------------- | ---------------------------------------------------------------- | ---------------------------------------------------------------- | ---------------------------------------------------------------- | ---------------------------------------------------------------- | ---------------------------------------------------------------- | ---------------------------------------------------------------- | ---------------------------------------------------------------- | ---------------------------------------------------------------- | ---------------------------------------------------------------- | ---------------------------------------------------------------- | ---------------------------------------------------------------- | ---------------------------------------------------------------- |
| Anglia                                                           | Anglia                                                           | _00_00_00_Anglia                                                 |                                                                  |                                                                  | 2                                                                |                                                                  |                                                                  | _00_00_00_Anglia                                                 |                                                                  |                                                                  | 2                                                                |                                                                  |                                                                  | Anglia                                                           | Anglia                                                           |
| Bułgaria                                                         | Bułgaria                                                         | _00_00_01_Bułgaria                                               |                                                                  | 1                                                                | _00_00_00_Bułgaria                                               |                                                                  |                                                                  | _00_00_00_Bułgaria                                               |                                                                  |                                                                  | _00_00_01_Bułgaria                                               |                                                                  | 1                                                                | Bułgaria                                                         | Bułgaria                                                         |
| Francja                                                          | Francja                                                          | _00_01_02_Francja                                                | 1                                                                | 2                                                                | 1                                                                |                                                                  | 2                                                                | 2                                                                | 2                                                                | 1                                                                | 3                                                                | 3                                                                | 5                                                                | Francja                                                          | Francja                                                          |
| Holandia                                                         | Holandia                                                         | 1                                                                | 2                                                                |                                                                  | 3                                                                |                                                                  | 3                                                                | _00_00_00_Holandia                                               |                                                                  |                                                                  | 4                                                                | 2                                                                | 3                                                                | Holandia                                                         | Holandia                                                         |
| Niemcy                                                           | Niemcy                                                           | _00_00_00_Niemcy                                                 |                                                                  |                                                                  | _00_00_01_Niemcy                                                 |                                                                  | 1                                                                | _00_00_00_Niemcy                                                 |                                                                  |                                                                  | _00_00_01_Niemcy                                                 |                                                                  | 1                                                                | Niemcy                                                           | Niemcy                                                           |
| Norwegia                                                         | Norwegia                                                         | _00_00_00_Norwegia                                               |                                                                  |                                                                  | _00_02_00_Norwegia                                               | 2                                                                |                                                                  | _00_00_00_Norwegia                                               |                                                                  |                                                                  | _00_02_00_Norwegia                                               | 2                                                                |                                                                  | Norwegia                                                         | Norwegia                                                         |
| Polska                                                           | Polska                                                           | _00_00_01_Polska                                                 |                                                                  | 1                                                                | _00_00_00_Polska                                                 |                                                                  |                                                                  | _00_00_01_Polska                                                 |                                                                  | 1                                                                | _00_00_02_Polska                                                 |                                                                  | 2                                                                | Polska                                                           | Polska                                                           |
| Rosja                                                            | Rosja                                                            | 1                                                                | 1                                                                |                                                                  | _00_00_00_Rosja                                                  |                                                                  |                                                                  | _00_00_00_Rosja                                                  |                                                                  |                                                                  | 1                                                                | 1                                                                |                                                                  | Rosja                                                            | Rosja                                                            |
| Szwecja                                                          | Szwecja                                                          | 1                                                                |                                                                  |                                                                  | _00_00_00_Szwecja                                                |                                                                  |                                                                  | _00_00_00_Szwecja                                                |                                                                  |                                                                  | 1                                                                |                                                                  |                                                                  | Szwecja                                                          | Szwecja                                                          |
| Stany Zjednoczone                                                | USA                                                              | 1                                                                |                                                                  |                                                                  | _00_00_00_USA                                                    |                                                                  |                                                                  | _00_00_00_USA                                                    |                                                                  |                                                                  | 1                                                                |                                                                  |                                                                  | Stany Zjednoczone                                                | USA                                                              |
| Włochy                                                           | Włochy                                                           | _00_00_00_Włochy                                                 |                                                                  |                                                                  | _00_00_00_Włochy                                                 |                                                                  |                                                                  | 2                                                                | 2                                                                | 2                                                                | 2                                                                | 2                                                                | 2                                                                | Włochy                                                           | Włochy                                                           |
| Razem                                                            | Razem                                                            | 4                                                                | 4                                                                | 4                                                                | 6                                                                | 2                                                                | 6                                                                | 4                                                                | 4                                                                | 4                                                                | 14                                                               | 10                                                               | 14                                                               | Razem                                                            | Razem                                                            |

## Zawody w poszczególnych miejscach
Poniższa tabela przedstawia miejsca i daty rozgrywek OME:
| Termin i Miejsce OME | Termin i Miejsce OME | Termin i Miejsce OME | Termin i Miejsce OME |
| Nr                   | Okres                | Miasto               | Państwo              |
| -------------------- | -------------------- | -------------------- | -------------------- |
| 6                    | 2013-06-15..29       | Ostenda              | Belgia               |
| 5                    | 2011-06-17..07-02    | Poznań               | Polska               |
| 4                    | 2009-06-12..27       | San Remo             | Włochy               |
| 3                    | 2007-06-15..30       | Antalya              | Turcja               |
| 2                    | 2005-06-18..07-02    | Arona                | Hiszpania            |
| 1                    | 2003-06-14..28       | Mentona              | Francja              |

### 2013: Ostenda (Belgia)
| Konkurencja                 | 6: 2013: Ostenda (Belgia) - Tabela medalistów | 6: 2013: Ostenda (Belgia) - Tabela medalistów                                                                          |
| --------------------------- | --------------------------------------------- | --- |
| 13. Mixed Teams (98 teams)  | 1                                             | NedAut: Huub Bertens, Marion Michielsen, Ricco van Prooijen, Jovanka Smederevac, Martine Verbeek, Sascha Wernle        |
| 13. Mixed Teams (98 teams)  | 2                                             | Austria: Iris Grumm, Arno Lindermann, Martin Schifko, Terry Weigkricht                                                 |
| 13. Mixed Teams (98 teams)  | 3                                             | Schaltz: Nadia Bekkouche, Peter Fredin, Dorthe Schaltz, Peter Schaltz                                                  |
| 13. Mixed Pairs (416 pairs) | 1                                             | : Desisława Popowa - Rosen Gunew                                                                                       |
| 13. Mixed Pairs (416 pairs) | 2                                             | : Sylvie Willard - Marc Bompis                                                                                         |
| 13. Mixed Pairs (416 pairs) | 3                                             | Netsy Sayer - Zachari Zachariew                                                                                        |
| 6. Open Teams (121 teams)   | 1                                             | Mazurkiewicz: Piotr Gawryś, Krzysztof Jassem, Paweł Jassem, Marcin Mazurkiewicz, Piotr Tuszyński, Jakub Wojcieszek     |
| 6. Open Teams (121 teams)   | 2                                             | Breno: Mario D'Avossa, Benito Garozzo, Riccardo Intonti, Massimo Lanzarotti, Andrea Manno, Romain Zaleski              |
| 6. Open Teams (121 teams)   | 3                                             | Isrmany: Allon Birman, Ilan Herbst, Ofir Herbst, Deror Padon, Josef Piekarek, Alexander Smirnov                        |
| 17. Open Pairs (280 pairs)  | 1                                             | Sabine Auken - Roy Welland                                                                                             |
| 17. Open Pairs (280 pairs)  | 2                                             | Jan Jansma - Zia Mahmood                                                                                               |
| 17. Open Pairs (280 pairs)  | 3                                             | Nils Kåre Kvangraven - Terje Lie                                                                                       |
| 6. Women Teams (25 teams)   | 1                                             | China 1: Feng Xuefeng, Wang Wenfei, Wang Liping, Zhang Yu                                                              |
| 6. Women Teams (25 teams)   | 2                                             | Italia 1: Caterina Ferlazzo, Gabriella Manara, Simonetta Paoluzi, Annalisa Rosetta, Ilaria Saccavini, Marilina Vanuzzi |
| 6. Women Teams (25 teams)   | 3                                             | Dutch Women: Carla Arnolds, Jet Pasman, Anneke Simons, Wietske van Zwol                                                |
| 14. Women Pairs (46 pairs)  | 1                                             | Catherine d'Ovidio - Janice Seamon-Molson                                                                              |
| 14. Women Pairs (46 pairs)  | 2                                             | Marion Michielsen - Meike Wortel                                                                                       |
| 14. Women Pairs (46 pairs)  | 3                                             | Véronique Bessis - Carole Puillet                                                                                      |
| 6. Senior Teams (23 teams)  | 1                                             | Lavec: Peter Billgren, Sven-Olov Flodqvist, Mats Pettersson, Björn Sanzen                                              |
| 6. Senior Teams (23 teams)  | 2                                             | Hansen: Heinrich Berger, Renate Hansen, Hubert Obermair, Franz Terraneo                                                |
| 6. Senior Teams (23 teams)  | 3                                             | Bardin: Antonio Bardin, Franco Garbosi, Luigina Gentili, Carlo Maria Gentili, Silvio Tosi, Paolo Uggeri                |
| 13. Senior Pairs (52 pairs) | 1                                             | Nicholas Fitzgibbon - Adam Mesbur                                                                                      |
| 13. Senior Pairs (52 pairs) | 2                                             | Michael Elinescu - Entscho Wladow                                                                                      |
| 13. Senior Pairs (52 pairs) | 3                                             | Stefan Cabaj - Włodzimierz Ilnicki                                                                                     |

### 2011: Poznań (Polska)
| Konkurencja                | 5: 2011: Poznań (Polska) - Tabela medalistów | 5: 2011: Poznań (Polska) - Tabela medalistów                                                                          |
| -------------------------- | -------------------------------------------- | --- |
| 12 Mixed Teams (90 teams)  | 1                                            | Zimmermann: Philippe Cronier, Bénédicte Cronier, Catherine d'Ovidio, Franck Multon, Sylvie Willard, Pierre Zimmermann |
| 12 Mixed Teams (90 teams)  | 2                                            | Vriend: Carla Arnolds, Ton Bakkeren, Huub Bertens, Anton Maas, Martine Verbeek, Bep Vriend                            |
| 12 Mixed Teams (90 teams)  | 3                                            | Badger: Jeffrey Allerton, Frances Hinden, Graham Osborne, Paula Leslie                                                |
| 12 Mixed Teams (90 teams)  | 3                                            | Mahaffey: Sam Lev, Irina Lewitina, Jim Mahaffey, Jacek Pszczoła, Judi Radin, Janice Seamon-Molson                     |
| 12 Mixed Pairs (208 pairs) | 1                                            | : Catherine d'Ovidio – Philippe Cronier                                                                               |
| 12 Mixed Pairs (208 pairs) | 2                                            | : Anna Zack Einarsson – Bengt-Erik Efraimsson                                                                         |
| 12 Mixed Pairs (208 pairs) | 3                                            | : Magdaléna Tichá – Richard Ritmeijer                                                                                 |
| 5 Open Teams (119 teams)   | 1                                            | Mahaffey: Gary Cohler, Sam Lev, Jim Mahaffey, Jeff Meckstroth, Jacek Pszczoła, Eric Rodwell                           |
| 5 Open Teams (119 teams)   | 2                                            | Bessis: Michel Bessis, Thomas Bessis, Josef Piekarek, Alexander Smirnov                                               |
| 5 Open Teams (119 teams)   | 3                                            | Monaco A: Jean Charles Allavena, Marco Catellani, Henri Fissore, Nathalie Frey, Marc Bompis, Jean-Christophe Quantin  |
| 16 Open Pairs (323 pairs)  | 1                                            | : Artur Guła – Mikołaj Taczewski                                                                                      |
| 16 Open Pairs (323 pairs)  | 2                                            | : Eldad Ginnosar - Ron Pachtman                                                                                       |
| 16 Open Pairs (323 pairs)  | 3                                            | : Krzysztof Buras – Grzegorz Narkiewicz                                                                               |
| 5 Women Teams (24 teams)   | 1                                            | Kapadokya: Mine Babac, Lale Gumrukcuoglu, Serap Kuranoglu, Dilek Yavas                                                |
| 5 Women Teams (24 teams)   | 2                                            | Netherlands Women 1: Carla Arnolds, Laura Dekkers, Marion Michielsen, Jet Pasman, Anneke Simons, Bep Vriend           |
| 5 Women Teams (24 teams)   | 3                                            | Cronier: Véronique Bessis, Bénédicte Cronier, Catherine d'Ovidio, Sylvie Willard, Jovanka Smederevac, Nikica Sver     |
| 13 Women Pairs (34 pairs)  | 1                                            | : Carla Arnolds – Bep Vriend                                                                                          |
| 13 Women Pairs (34 pairs)  | 2                                            | : Rosaline Barendregt – Martine Verbeek                                                                               |
| 13 Women Pairs (34 pairs)  | 3                                            | : Bénédicte Cronier – Sylvie Willard                                                                                  |
| 5 Senior Teams (18 teams)  | 1                                            | Grenthe: Patrick Grenthe, Guy Lasserre, Francois Leenhardt, Patrice Piganeau, Philippe Poizat, Philippe Vanhoutte     |
| 5 Senior Teams (18 teams)  | 2                                            | Pharon: Hans Göthe, Paul Hackett, Gunnar Hallberg, David Price, Colin Simpson, Tony Waterlow                          |
| 5 Senior Teams (18 teams)  | 3                                            | Kutner: Marek Borewicz, Jacek Stasica, Włodzimierz Wala, Roger Kutner                                                 |
| 12 Senior Pairs (37 pairs) | 1                                            | : Aleksander Jezioro – Jerzy Russyan                                                                                  |
| 12 Senior Pairs (37 pairs) | 2                                            | : Irena Chodorowska – Jan Chodorowski                                                                                 |
| 12 Senior Pairs (37 pairs) | 3                                            | : Francois Leenhardt – Patrice Piganeau                                                                               |
| Gen Open                   | 1                                            | Jacek Pszczoła |
| Gen Open                   | 2                                            | Philippe Cronier |
| Gen Open                   | 3                                            | Pierre Zimmermann |
| Gen Women                  | 1                                            | Carla Arnolds |
| Gen Women                  | 1                                            | Bep Vriend |
| Gen Women                  | 3                                            | Bénédicte Cronier |
| Gen Women                  | 3                                            | Sylvie Willard |
| Gen Senior                 | 1                                            | Philippe Vanhoutte |
| Gen Senior                 | 2                                            | Andrea Buratti |
| Gen Senior                 | 3                                            | Apolinary Kowalski |

### 2009: San Remo (Włochy)
| Konkurencja                | 4: 2009: San Remo (Włochy) Tabela medalistów | 4: 2009: San Remo (Włochy) Tabela medalistów                                                                                       |
| -------------------------- | -------------------------------------------- | --- |
| 11 Mixed Teams (91 teams)  | 1                                            | Hauge: Rosen Gunew, Desisława Popowa, Rune Hauge, Anna Malinowski, Gunn Tove Vist, Erik Saelensminde                               |
| 11 Mixed Teams (91 teams)  | 2                                            | Neve: Jean Francois Allix, Eric Mauberquez, Vanessa Reess, Joanna Zochowska                                                        |
| 11 Mixed Teams (91 teams)  | 3                                            | Badger: Jeffrey Allerton, Graham Osborne, Frances Hinden, Paula Leslie                                                             |
| 11 Mixed Teams (91 teams)  | 3                                            | De Botton: Janet de Botton, Artur Malinowski, Nicklas Sandqvist, Nevena Senior                                                     |
| 11 Mixed Pairs (307 pairs) | 1                                            | : Emine Kondakci Sen – Tezcan Sen                                                                                                  |
| 11 Mixed Pairs (307 pairs) | 2                                            | : Desisława Popowa – Rosen Gunew                                                                                                   |
| 11 Mixed Pairs (307 pairs) | 3                                            | : Joanna Zochowska – Jean Francois Allix                                                                                           |
| 4 Open Teams (129 teams)   | 1                                            | Ned White: Sjoert Brink, Bas Drijver, Bauke Muller, Simon de Wijs, Anton Maas                                                      |
| 4 Open Teams (129 teams)   | 2                                            | Herbst: Michael Barel, Ofir Herbst, Yaniv Zack, Ilan Herbst                                                                        |
| 4 Open Teams (129 teams)   | 3                                            | Texan Aces: Prabhakar Balakrishnan, Jyotindra Shah, Padmanabhan Sridharan, Srinivasan Sunderram, Rajeshwar Tewari, Gopal Venkatesh |
| 4 Open Teams (129 teams)   | 3                                            | Vito: Wiktor Aronow, Borisław Popow, Tony Rusew, Stefan Skorczew, Julian Stefanow, Kalin Karaiwanow                                |
| 15 Open Pairs (303 pairs)  | 1                                            | : Björn Fallenius – Peter Fredin                                                                                                   |
| 15 Open Pairs (303 pairs)  | 2                                            | : Krzysztof Jassem – Krzysztof Martens                                                                                             |
| 15 Open Pairs (303 pairs)  | 3                                            | : Sjoert Brink – Bas Drijver |
| 4 Women Teams (23 teams)   | 1                                            | CBS Milano: Gloria Colombo Brugnoni, Luigina Gentili, Mietta Preve, Annalisa Rosetta, Maddalena Severgnini, Marilina Vanuzzi       |
| 4 Women Teams (23 teams)   | 2                                            | Dutch Blue: Claudia van der Salm, Martine Verbeek, Anke Wijma, Wietske van Zwol                                                    |
| 4 Women Teams (23 teams)   | 3                                            | F.I.G.B. Ladies: Gianna Arrigoni, Caterina Ferlazzo, Gabriella Manara, Gabriella Olivieri, Simonetta Paoluzi, Ilaria Saccavini     |
| 4 Women Teams (23 teams)   | 3                                            | Joel: Daniela von Arnim, Sabine Auken, Geeske Joel, Debbie Rosenberg, Janice Seamon-Molson, Tobi Sokolow                           |
| 12 Women Pairs (92 pairs)  | 1                                            | : Martine Verbeek – Wietske van Zwol                                                                                               |
| 12 Women Pairs (92 pairs)  | 2                                            | : Cristina Golin – Marilina Vanuzzi                                                                                                |
| 12 Women Pairs (92 pairs)  | 3                                            | : Véronique Bessis – Elisabeth Hugon                                                                                               |
| 4 Senior Teams (27 teams)  | 1                                            | Miroglio: Andrea Buratti, Amedeo Comella, Giulio Bongiovanni, Apolinary Kowalski, Jacek Romański                                   |
| 4 Senior Teams (27 teams)  | 2                                            | Bulgaria Seniors: Christo Czawdarow, Georgi Gramatikow, Mirolub Markow, Donczo Petkanow, Coło Cołow, Stoju Darakcziew              |
| 4 Senior Teams (27 teams)  | 3                                            | Goraco: Roman Kierznowski, Mirosław Miłaszewski, Włodzimierz Wala, Stefan Szenberg                                                 |
| 4 Senior Teams (27 teams)  | 3                                            | Winantalya: Sam Lev, Jeszajahu Lewit, Pinhas Romik, Adrian Schwartz, Rami Sheinman, Amos Kaminski                                  |
| 11 Senior Pairs (74 pairs) | 1                                            | Amedeo Comella – Jacek Romański |
| 11 Senior Pairs (74 pairs) | 2                                            | : Patrick Grenthe – Philippe Vanhoutte                                                                                             |
| 11 Senior Pairs (74 pairs) | 3                                            | : Krzysztof Lasocki – Jerzy Russyan                                                                                                |
| Gen Open                   | 1                                            | Peter Fredin |
| Gen Open                   | 2                                            | Huub Bertens |
| Gen Open                   | 3                                            | Rosen Gunew |
| Gen Women                  | 1                                            | Wietske van Zwol |
| Gen Women                  | 2                                            | Anna Malinowski |
| Gen Women                  | 3                                            | Sabine Auken |
| Gen Senior                 | 1                                            | Amedeo Comella |
| Gen Senior                 | 2                                            | Philippe Vanhoutte |
| Gen Senior                 | 3                                            | Carlo Mariani |

### 2007: Antalya (Turcja)
| Konkurencja                | 3: 2007: Antalya (Turcja) - Tabela medalistów | 3: 2007: Antalya (Turcja) - Tabela medalistów                                                                                   |
| -------------------------- | --------------------------------------------- | --- |
| 10 Mixed Teams (71 teams)  | 1                                             | Dhondy: Heather Dhondy, Jeremy Dhondy, Liło Popliłow, Matiłda Popliłow                                                          |
| 10 Mixed Teams (71 teams)  | 2                                             | Russia: Aleksandr Dubinin, Andriej Gromow, Wiktorija Gromowa, Tatjana Ponomariowa                                               |
| 10 Mixed Teams (71 teams)  | 3                                             | De Botton: Janet de Botton, Artur Malinowski, Nicklas Sandqvist, Nevena Senior                                                  |
| 10 Mixed Teams (71 teams)  | 3                                             | Ventin: Michel Bessis, Danièle Gaviard, Julien Gaviard, Nathalie Frey, Juan Carlos Ventin                                       |
| 10 Mixed Pairs (266 pairs) | 1                                             | : Desisława Popowa – Rosen Gunew                                                                                                |
| 10 Mixed Pairs (266 pairs) | 2                                             | Ahu Zobu – Wiktor Aronow |
| 10 Mixed Pairs (266 pairs) | 3                                             | : Ita Gabriella Olivieri – Dano De Falco                                                                                        |
| 3 Open Teams (104 teams)   | 1                                             | Bessis: Michel Bessis, Thomas Bessis, Eldad Ginnosar, Ron Pachtman                                                              |
| 3 Open Teams (104 teams)   | 2                                             | Texan Aces: Badal Chandra Das, Krishna Kumar Kanningat, Sumit Mukherjee, Jyotindra Shah, Padmanabhan Sridharan, Gopal Venkatesh |
| 3 Open Teams (104 teams)   | 3                                             | Apteker: Alon Apteker, Craig Gower, Ulf Nilsson, Frederic Wrang                                                                 |
| 3 Open Teams (104 teams)   | 3                                             | Orange 2: Sjoert Brink, Bas Drijver, Bauke Muller, Vincent Ramondt, Berry Westra, Simon de Wijs                                 |
| 14 Open Pairs (295 pairs)  | 1                                             | : Wiktor Aronow – Julian Stefanow                                                                                               |
| 14 Open Pairs (295 pairs)  | 2                                             | : Artur Malinowski – Nicklas Sandqvist                                                                                          |
| 14 Open Pairs (295 pairs)  | 3                                             | : Władimir Maraszew – Iwan Conczew                                                                                              |
| 3 Women Teams (20 teams)   | 1                                             | Nl Women1: Carla Arnolds, Marion Michielsen, Jet Pasman, Anneke Simons, Bep Vriend, Meike Wortel                                |
| 3 Women Teams (20 teams)   | 2                                             | Penfold: Heather Dhondy, Sandra Penfold, Nevena Senior, Nicola Smith, Matiłda Popliłow                                          |
| 3 Women Teams (20 teams)   | 3                                             | Denmark: Stense Farholt, Anita Jensen, Maria Marit Rahelt, Helle Rasmussen                                                      |
| 3 Women Teams (20 teams)   | 3                                             | Poland: Grażyna Brewiak, Ewa Harasimowicz, Anna Sarniak, Małgorzata Pasternak                                                   |
| 11 Women Pairs (73 pairs)  | 1                                             | : Carla Arnolds – Bep Vriend |
| 11 Women Pairs (73 pairs)  | 2                                             | : Sandra Penfold – Nevena Senior                                                                                                |
| 11 Women Pairs (73 pairs)  | 3                                             | : Gunn Helness – Thoresen Siv                                                                                                   |
| 3 Senior Teams (19 teams)  | 1                                             | Kaminski : Amos Kaminski, Jeszajahu Lewit, Pinhas Romik, Adrian Schwartz, Rami Sheinman, Sam Lev                                |
| 3 Senior Teams (19 teams)  | 2                                             | France Seniors: Patrick Grenthe, Patrice Piganeau, Jean Marie Py, Jean-Louis Stoppa, Francois Stretz, Philippe Vanhoutte        |
| 3 Senior Teams (19 teams)  | 3                                             | Markowicz Aleksander Jezioro, Julian Klukowski, Jerzy Zaremba, Wiktor Markowicz, Victor Melman, Szelomo Zeligman                |
| 3 Senior Teams (19 teams)  | 3                                             | Sorvoll: Erik Bolviken, Tormod Clemetsen, Harald Nordby, Jostein Sorvoll                                                        |
| 10 Senior Pairs (58 pairs) | 1                                             | : Patrick Grenthe – Philippe Vanhoutte                                                                                          |
| 10 Senior Pairs (58 pairs) | 2                                             | : Patrice Piganeau – Jean Marie Py                                                                                              |
| 10 Senior Pairs (58 pairs) | 3                                             | : Iwan Tanew Bonew – Christo Drumew                                                                                             |
| Gen Open                   | 1                                             | Andriej Gromow |
| Gen Open                   | 2                                             | Wiktor Aronow |
| Gen Open                   | 3                                             | Michel Bessis |
| Gen Women                  | 1                                             | Nevena Senior |
| Gen Women                  | 2                                             | Heather Dhondy |
| Gen Women                  | 3                                             | Carla Arnolds |
| Gen Women                  | 3                                             | Bep Vriend |
| Gen Senior                 | 1                                             | Patrick Grenthe |
| Gen Senior                 | 2                                             | Philippe Vanhoutte |
| Gen Senior                 | 3                                             | Dano De Falco |

### 2005: Arona (Hiszpania)
| Konkurencja               | 2: 2005: Arona (Hiszpania) Tabela medalistów | 2: 2005: Arona (Hiszpania) Tabela medalistów                                                                             |
| ------------------------- | -------------------------------------------- | --- |
| 9 Mixed Teams (70 teams)  | 1                                            | Erichsen: Boye Brogeland, Tonje Aasand Brogeland, Tor Helness, Gunn Helness, Espen Erichse, Helen Erichsen               |
| 9 Mixed Teams (70 teams)  | 2                                            | Goldberg SWE: Lars Goldberg, Ulla-Britt Goldberg, Bengt-Erik Efraimsson, Helena Svedlund                                 |
| 9 Mixed Teams (70 teams)  | 3                                            | Herbst: Ilan Herbst, Roni Barr, Elisabeth van Ettinger, Jan van Cleeff, Marion Michielsen                                |
| 9 Mixed Teams (70 teams)  | 3                                            | Brigada: Maija Romanovska, Karlis Rubins, Marija Lebiediewa, Igor Chazanow                                               |
| 9 Mixed Pairs (240 pairs) | 1                                            | : Tor Helness – Gunn Helness                                                                                             |
| 9 Mixed Pairs (240 pairs) | 2                                            | : Sylvie Willard – Herve Mouiel                                                                                          |
| 9 Mixed Pairs (240 pairs) | 3                                            | : Michael Rosenberg – Debbie Rosenberg                                                                                   |
| 2 Open Teams (83 teams)   | 1                                            | Team Orange 1: Jan Jansma, Louk Verhees Jr., Ton Bakkeren, Huub Bertens, Bauke Muller, Simon de Wijs                     |
| 2 Open Teams (83 teams)   | 2                                            | Miroglio: Apolinary Kowalski, Piotr Tuszyński, Jacek Romański, Jeremi Stępiński, Giulio Bongiovanni, Anunas Jankauskas   |
| 2 Open Teams (83 teams)   | 3                                            | Hecht: Peter Hecht-Johansen, Knut Blakset, Andreas Marquardsen, Lars Blakset, Morten Bilde, Jorgen Hansen                |
| 2 Open Teams (83 teams)   | 3                                            | Ozdil: Melih Özdil, Eldad Ginnosar, David Bakhshi, John Holland                                                          |
| 13 Open Pairs (208 pairs) | 1                                            | : Apolinary Kowalski - Piotr Tuszyński                                                                                   |
| 13 Open Pairs (208 pairs) | 2                                            | : Stelio Di Bello – Furio Di Bello                                                                                       |
| 13 Open Pairs (208 pairs) | 3                                            | : Tom Townsend – David Gold                                                                                              |
| 2 Women Teams (21 teams)  | 1                                            | d'Ovidio: Bénédicte Cronier, Danièle Gaviard, Catherine Saul, Sylvie Willard                                             |
| 2 Women Teams (21 teams)  | 2                                            | Weber: Sally Brock, Margaret James - Courtney, Ingrid Gromann, Elke Weber                                                |
| 2 Women Teams (21 teams)  | 3                                            | Pasman: Femke Hoogweg, Jet Pasman, Anneke Simons, Wietske van Zwol                                                       |
| 2 Women Teams (21 teams)  | 3                                            | USA/Russia: Wiktorija Gromowa, Tatjana Ponomariowa, Marinesa Letizia, Janice Seamon-Molson, Tobi Sokolow, Carlyn Steiner |
| 10 Women Pairs (73 pairs) | 1                                            | : Aase Langeland – Tone Torkelsen Svendsen                                                                               |
| 10 Women Pairs (73 pairs) | 2                                            | : Montserrat Mestres – Maria Eugenia Hernandez                                                                           |
| 10 Women Pairs (73 pairs) | 3                                            | : Wietske van Zwol – Femke Hoogweg                                                                                       |
| 2 Senior Teams (18 teams) | 1                                            | Fornaciari: Adriano Abate, Franco Baroni, Ezio FORNACIARI, Carlo Mariani, Fabrizio Orelli, Marco Ricciarelli             |
| 2 Senior Teams (18 teams) | 2                                            | Szenberg: Krzysztof Antas, Tadeusz Kaczanowski, Mirosław Miłaszewski, Stefan Szenberg                                    |
| 2 Senior Teams (18 teams) | 3                                            | Rand: Avi Arvatz, Nisan Rand, Menachem Ravid, John Carruthers, Göran Mattsson, Bill Pencharz                             |
| 2 Senior Teams (18 teams) | 3                                            | Hollman: Grant Baze, Bruce Ferguson, Garey Hayden, Robert Hollman, Alan Sontag                                           |
| 9 Senior Pairs (62 pairs) | 1                                            | : Adriano Abate – Fabrizio Morelli                                                                                       |
| 9 Senior Pairs (62 pairs) | 2                                            | : Krzysztof Antas – Tadeusz Kaczanowski                                                                                  |
| 9 Senior Pairs (62 pairs) | 3                                            | : Ezio Fornaciari – Carlo Mariani                                                                                        |
| Gen Open                  | 1                                            | Huub Bertens |
| Gen Open                  | 2                                            | Jan Jansma |
| Gen Open                  | 3                                            | Piotr Tuszyński |
| Gen Women                 | 1                                            | Sylvie Willard |
| Gen Women                 | 2                                            | Gunn Helness |
| Gen Women                 | 3                                            | Wietske van Zwol |
| Gen Senior                | 1                                            | Ezio Fornaciari |
| Gen Senior                | 1                                            | Carlo Mariani |
| Gen Senior                | 3                                            | Francois Leenhardt |

### 2003: Mentona (Francja)
| Konkurencja               | 1: 2003: Mentona (Francja) – Tabela medalistów | 1: 2003: Mentona (Francja) – Tabela medalistów                                                                    |
| ------------------------- | ---------------------------------------------- | --- |
| 8 Mixed Teams (118 teams) | 1                                              | Welland: Roy Welland, Christal Henner-Welland, Robert (Bobby) Levin, Jill Levin, Magy Rosenberg, Debbie Rosenberg |
| 8 Mixed Teams (118 teams) | 2                                              | Bertheau: Kathrine Bertheau, Catarina Midskog, Fredrik Nyström, Magnus Eidur Magnusson                            |
| 8 Mixed Teams (118 teams) | 3                                              | Hague: Suzanne Cohen, Paula Leslie, Rune Hauge, Jan Petter Svendsen, Siv Thoresen, Artur Malinowski               |
| 8 Mixed Teams (118 teams) | 3                                              | Schaltz: Jens Auken, Lars Blakset, Dorthe Schaltz, Sabine Auken                                                   |
| 8 Mixed Pairs (380 pairs) | 1                                              | : Bep Vriend – Anton Maas                                                                                         |
| 8 Mixed Pairs (380 pairs) | 2                                              | : Mihaela Popa – Rino Gasp Trapani                                                                                |
| 8 Mixed Pairs (380 pairs) | 3                                              | : Gabriella Manara – Dario Attanasio                                                                              |
| 1 Open Teams (137 teams)  | 1                                              | Kalish: Ilan Herbst, Ofir Herbst, Awi Kalisz, Leonid Podgur, Doron Jadlin, Jisra’el Jadlin                        |
| 1 Open Teams (137 teams)  | 2                                              | Chemla: Michel Abécassis, Paul Chemla, Philippe Cronier, Philippe Soulet                                          |
| 1 Open Teams (137 teams)  | 3                                              | Chagas: Diego Brenner, Gabriel Chagas, Steve Garner, Howard Weinstein                                             |
| 1 Open Teams (137 teams)  | 3                                              | Miroglio: Giulio Bongiovanni, Apolinary Kowalski, Jacek Romański, Marek Szymanowski, Piotr Tuszyński              |
| 12 Open Pairs (340 pairs) | 1                                              | : Jeff Meckstroth – Eric Rodwell                                                                                  |
| 12 Open Pairs (340 pairs) | 2                                              | : Dawid Birman – Amir Lewin                                                                                       |
| 12 Open Pairs (340 pairs) | 3                                              | : Paul Chemla – Phillipe Cronier                                                                                  |
| 1 Women Teams (24 teams)  | 1                                              | FIGB Mosca: Monica Buratti, Emanuela Capriata, Caterina Ferlazzo, Darinka Forti, Cristina Golin, Gabriella Manara |
| 1 Women Teams (24 teams)  | 2                                              | Vriend: Femke Hoogweg, Marijke van der Pas, Jet Pasman, Anneke Simons, Bep Vriend, Wietske van Zwol               |
| 1 Women Teams (24 teams)  | 3                                              | McGowan: Catharina Forsberg, Maria Gronkvist, Jenny Rudenstal, Marita Tenga                                       |
| 1 Women Teams (24 teams)  | 3                                              | Gronkvist: Suzanne Cohen, Paula Leslie, Elizabeth (Liz) McGowan, Fiona Mcquaker                                   |
| 9 Women Pairs (81 pairs)  | 1                                              | : Maria Erhart – Jovanka Smederevac                                                                               |
| 9 Women Pairs (81 pairs)  | 2                                              | : Bénédicte Cronier – Sylvie Willard                                                                              |
| 9 Women Pairs (81 pairs)  | 3                                              | : Catherine d'Ovidio – Danièle Allouche                                                                           |
| 1 Senior Teams (29 teams) | 1                                              | Adad: Pierre Adad, Maurice Aujaleu, Guy Lasserre, Francois Leenhardt, Philippe Poizat, Gerard Salliere            |
| 1 Senior Teams (29 teams) | 2                                              | Fornaciari: Adriano Abate, Franco Baroni, Ezio Fornaciari, Fabrizio Morelli, Marco Ricciarelli, Antonio Vivaldi   |
| 1 Senior Teams (29 teams) | 3                                              | Dahl: Flemming Dahl, Peter Lund, Steen Moller, Georg Norris, Ole Werdelin, Stig Werdelin                          |
| 1 Senior Teams (29 teams) | 3                                              | Santolini: Al Brilli, Li Cohen, Paolo Giove, Antonio Latessa, Anselmo Santolini, Pietro Sbarigia                  |
| 8 Senior Pairs (94 pairs) | 1                                              | : Kazimierz Omernik – Józef Pochroń                                                                               |
| 8 Senior Pairs (94 pairs) | 2                                              | : François Leenhardt – Patrick Sussel                                                                             |
| 8 Senior Pairs (94 pairs) | 3                                              | : Aleksander Jezioro – Jerzy Russyan                                                                              |

## Zawody w poszczególnych konkurencjach

### Drużynowe Otwarte Mistrzostwa Europy Mikstów
Poniższa tabela pokazuje zdobycze medalowe poszczególnych krajów w Drużynowych Otwartych Mistrzostwach Europy Mikstów. Uwzględnione są wszystkie zawody – zarówno edycje 1–7 (Drużynowe Mistrzostwa Europy Misktów przed włączeniem do Otwartych Mistrzostw Europy), jak i edycje od numeru 8 (po włączeniu do OME).
Jeśli w drużynie, która zdobyła medal byli zawodnicy z kilku krajów, to każdemu z krajów zostaje przyznany medal – bez względu na liczbę zawodników z danego kraju w drużynie.
Po najechaniu kursorem nad liczbę medali wyświetli się wykaz zawodów, na których te medale zostały zdobyte.
| Drużynowe Otwarte Mistrzostwa Europy. Miksty. Podsumowanie medalowe (stan na: 27 czerwca 2013, edycje 1..13) | Drużynowe Otwarte Mistrzostwa Europy. Miksty. Podsumowanie medalowe (stan na: 27 czerwca 2013, edycje 1..13) | Drużynowe Otwarte Mistrzostwa Europy. Miksty. Podsumowanie medalowe (stan na: 27 czerwca 2013, edycje 1..13) | Drużynowe Otwarte Mistrzostwa Europy. Miksty. Podsumowanie medalowe (stan na: 27 czerwca 2013, edycje 1..13) | Drużynowe Otwarte Mistrzostwa Europy. Miksty. Podsumowanie medalowe (stan na: 27 czerwca 2013, edycje 1..13) | Drużynowe Otwarte Mistrzostwa Europy. Miksty. Podsumowanie medalowe (stan na: 27 czerwca 2013, edycje 1..13) |
| F | Kraj | Złotych | Srebrnych | Brązowych | |
| --- | --- | --- | --- | --- | --- |
| Anglia | Anglia | 2 | | 5 | |
| Argentyna | Argentyna | _00_00_01_Argentyna                                                                                          | | 1 | |
| Austria | Austria | 2 | 1 | | |
| Bułgaria | Bułgaria | 1 | | 1 | |
| Chorwacja | Chorwacja | _00_00_01_Chorwacja                                                                                          | | 1 | |
| Dania | Dania | 1 | 2 | 3 | |
| Francja | Francja | 5 | 2 | 2 | |
| Holandia | Holandia | 2 | 2 | 2 | |
| Islandia | Islandia | _00_01_00_Islandia                                                                                           | 1 | | |
| Izrael | Izrael | 1 | | 2 | |
| Litwa | Litwa | _00_00_01_Litwa                                                                                              | | 1 | |
| Meksyk | Meksyk | 1 | | | |
| Monako | Monako | _00_00_01_Monako                                                                                             | | 1 | |
| Niemcy | Niemcy | 1 | 2 | 1 | |
| Norwegia | Norwegia | 2 | | 1 | |
| Rosja | Rosja | _00_01_02_Rosja                                                                                              | 1 | 2 | |
| Słowenia | Słowenia | _00_00_01_Słowenia                                                                                           | | 1 | |
| Szkocja | Szkocja | _00_00_03_Szkocja                                                                                            | | 3 | |
| Szwecja | Szwecja | _00_02_01_Szwecja                                                                                            | 2 | 1 | |
| Turcja | Turcja | _00_00_01_Turcja                                                                                             | | 1 | |
| Stany Zjednoczone                                                                                            | USA | 1 | | 1 | |
| Włochy | Włochy | 1 | 1 | 1 | |
| Razem | Razem | 20 | 14 | 31 | |

### Drużynowe Otwarte Mistrzostwa Europy Open
Poniższa tabela pokazuje zdobycze medalowe poszczególnych krajów w Drużynowych Otwartych Mistrzostwach Europy Open. Jeśli w drużynie, która zdobyła medal byli zawodnicy z kilku krajów, to każdemu z krajów zostaje przyznany medal – bez względu na liczbę zawodników z danego kraju w drużynie.
Po najechaniu kursorem nad liczbę medali wyświetli się wykaz zawodów, na których te medale zostały zdobyte.
| Drużynowe Otwarte Mistrzostwa Europy Open. Podsumowanie medalowe (stan na: 27 czerwca 2013, edycje 1..6) | Drużynowe Otwarte Mistrzostwa Europy Open. Podsumowanie medalowe (stan na: 27 czerwca 2013, edycje 1..6) | Drużynowe Otwarte Mistrzostwa Europy Open. Podsumowanie medalowe (stan na: 27 czerwca 2013, edycje 1..6) | Drużynowe Otwarte Mistrzostwa Europy Open. Podsumowanie medalowe (stan na: 27 czerwca 2013, edycje 1..6) | Drużynowe Otwarte Mistrzostwa Europy Open. Podsumowanie medalowe (stan na: 27 czerwca 2013, edycje 1..6) | Drużynowe Otwarte Mistrzostwa Europy Open. Podsumowanie medalowe (stan na: 27 czerwca 2013, edycje 1..6) |
| F | Kraj | Złotych                                                                                                  | Srebrnych                                                                                                | Brązowych                                                                                                | |
| --- | --- | --- | --- | --- | --- |
| Anglia                                                                                                   | Anglia                                                                                                   | _00_00_01_Anglia                                                                                         | | 1 | |
| Brazylia                                                                                                 | Brazylia                                                                                                 | _00_00_01_Brazylia                                                                                       | | 1 | |
| Bułgaria                                                                                                 | Bułgaria                                                                                                 | _00_00_01_Bułgaria                                                                                       | | 1 | |
| Dania | Dania | _00_00_01_Dania                                                                                          | | 1 | |
| Francja                                                                                                  | Francja                                                                                                  | 1 | 2 | 1 | |
| Holandia                                                                                                 | Holandia                                                                                                 | 2 | | 1 | |
| Indie | Indie | _00_01_01_Indie                                                                                          | 1 | 1 | |
| Izrael                                                                                                   | Izrael                                                                                                   | 2 | 1 | 2 | |
| Litwa | Litwa | _00_01_00_Litwa                                                                                          | 1 | | |
| Monako                                                                                                   | Monako                                                                                                   | _00_00_01_Monako                                                                                         | | 1 | |
| Niemcy                                                                                                   | Niemcy                                                                                                   | _00_01_01_Niemcy                                                                                         | 1 | 1 | |
| Polska                                                                                                   | Polska                                                                                                   | 1 | 1 | 1 | |
| Południowa Afryka                                                                                        | Republika Południowej Afryki                                                                             | _00_00_01_Republika_Południowej_Afryki                                                                   | | 1 | |
| Szwecja                                                                                                  | Szwecja                                                                                                  | _00_00_01_Szwecja                                                                                        | | 1 | |
| Turcja                                                                                                   | Turcja                                                                                                   | _00_00_01_Turcja                                                                                         | | 1 | |
| Stany Zjednoczone                                                                                        | USA | 1 | | 1 | |
| Włochy                                                                                                   | Włochy                                                                                                   | _00_02_01_Włochy                                                                                         | 2 | 1 | |
| Razem | Razem | 7 | 9 | 17 | |

### Drużynowe Otwarte Mistrzostwa Europy Kobiet
Poniższa tabela pokazuje zdobycze medalowe poszczególnych krajów w Drużynowych Otwartych Mistrzostwach Europy Kobiet. Jeśli w drużynie, która zdobyła medal były zawodniczki z kilku krajów, to każdemu z krajów zostaje przyznany medal – bez względu na liczbę zawodniczek z danego kraju w drużynie.
Po najechaniu kursorem nad liczbę medali wyświetli się wykaz zawodów, na których te medale zostały zdobyte.
| Drużynowe Otwarte Mistrzostwa Europy. Kobiety. Podsumowanie medalowe. (stan na: 27 czerwca 2013, edycje 1..6) | Drużynowe Otwarte Mistrzostwa Europy. Kobiety. Podsumowanie medalowe. (stan na: 27 czerwca 2013, edycje 1..6) | Drużynowe Otwarte Mistrzostwa Europy. Kobiety. Podsumowanie medalowe. (stan na: 27 czerwca 2013, edycje 1..6) | Drużynowe Otwarte Mistrzostwa Europy. Kobiety. Podsumowanie medalowe. (stan na: 27 czerwca 2013, edycje 1..6) | Drużynowe Otwarte Mistrzostwa Europy. Kobiety. Podsumowanie medalowe. (stan na: 27 czerwca 2013, edycje 1..6) | Drużynowe Otwarte Mistrzostwa Europy. Kobiety. Podsumowanie medalowe. (stan na: 27 czerwca 2013, edycje 1..6) |
| F | Kraj | Złotych | Srebrnych | Brązowych | |
| --- | --- | --- | --- | --- | --- |
| Anglia | Anglia | _00_02_00_Anglia                                                                                              | 2 | | |
| Austria | Austria | _00_00_01_Austria                                                                                             | | 1 | |
| | Chiny | 1 | | | |
| Chorwacja | Chorwacja | _00_00_01_Chorwacja                                                                                           | | 1 | |
| Dania | Dania | _00_00_01_Dania                                                                                               | | 1 | |
| Francja | Francja | 1 | | 1 | |
| Holandia | Holandia | 1 | 3 | 2 | |
| Izrael | Izrael | _00_01_00_Izrael                                                                                              | 1 | | |
| Niemcy | Niemcy | _00_01_01_Niemcy                                                                                              | 1 | 1 | |
| Polska | Polska | _00_00_01_Polska                                                                                              | | 1 | |
| Rosja | Rosja | _00_00_01_Rosja                                                                                               | | 1 | |
| Szkocja | Szkocja | _00_00_01_Szkocja                                                                                             | | 1 | |
| Szwecja | Szwecja | _00_00_01_Szwecja                                                                                             | | 1 | |
| Turcja | Turcja | 1 | | | |
| Stany Zjednoczone                                                                                             | USA | _00_00_02_USA                                                                                                 | | 2 | |
| Włochy | Włochy | 2 | 1 | 1 | |
| Razem | Razem | 6 | 8 | 14 | |

### Drużynowe Otwarte Mistrzostwa Europy Seniorów
Poniższa tabela pokazuje zdobycze medalowe poszczególnych krajów w Drużynowych Otwartych Mistrzostwach Europy Seniorów. Jeśli w drużynie, która zdobyła medal byli zawodnicy z kilku krajów, to każdemu z krajów zostaje przyznany medal – bez względu na liczbę zawodników z danego kraju w drużynie.
Po najechaniu kursorem nad liczbę medali wyświetli się wykaz zawodów, na których te medale zostały zdobyte.
| Drużynowe Otwarte Mistrzostwa Europy Seniorzy Podsumowanie medalowe (stan na: 27 czerwca 2013, edycje 1..6) | Drużynowe Otwarte Mistrzostwa Europy Seniorzy Podsumowanie medalowe (stan na: 27 czerwca 2013, edycje 1..6) | Drużynowe Otwarte Mistrzostwa Europy Seniorzy Podsumowanie medalowe (stan na: 27 czerwca 2013, edycje 1..6) | Drużynowe Otwarte Mistrzostwa Europy Seniorzy Podsumowanie medalowe (stan na: 27 czerwca 2013, edycje 1..6) | Drużynowe Otwarte Mistrzostwa Europy Seniorzy Podsumowanie medalowe (stan na: 27 czerwca 2013, edycje 1..6) | Drużynowe Otwarte Mistrzostwa Europy Seniorzy Podsumowanie medalowe (stan na: 27 czerwca 2013, edycje 1..6) |
| F | Kraj | Złotych | Srebrnych                                                                                                   | Brązowych                                                                                                   | |
| --- | --- | --- | --- | --- | --- |
| Anglia | Anglia | _00_01_01_Anglia                                                                                            | 1 | 1 | |
| Austria | Austria | _00_01_00_Austria                                                                                           | 1 | | |
| Bułgaria | Bułgaria | _00_01_00_Bułgaria                                                                                          | 1 | | |
| Dania | Dania | _00_00_01_Dania                                                                                             | | 1 | |
| Francja | Francja | 2 | 1 | | |
| Izrael | Izrael | 1 | | 3 | |
| Kanada | Kanada | _00_00_01_Kanada                                                                                            | | 1 | |
| Norwegia | Norwegia | _00_00_01_Norwegia                                                                                          | | 1 | |
| Polska | Polska | 1 | 1 | 3 | |
| Szwajcaria                                                                                                  | Szwajcaria                                                                                                  | _00_00_01_Szwajcaria                                                                                        | | 1 | |
| Szwecja | Szwecja | 1 | 1 | | |
| Stany Zjednoczone                                                                                           | USA | 1 | | 3 | |
| Włochy | Włochy | 2 | 1 | 2 | |
| Razem | Razem | 8 | 7 | 16 | |

### Otwarte Mistrzostwa Europy Par Mikstowych
Poniższa tabela pokazuje zdobycze medalowe poszczególnych krajów w Otwartych Mistrzostwach Europy Par Mikstowych. Uwzględnione są wszystkie zawody – zarówno edycje 1–7 (Mistrzostwa Europy Mikstów przed włączeniem do Otwartych Mistrzostw Europy), jak i edycje od numeru 8 (po włączeniu do OME).
Jeśli w parze, która zdobyła medal byli zawodnicy z różnych krajów, to każdemu z krajów zostaje przyznany medal.
Po najechaniu kursorem nad liczbę medali wyświetli się wykaz zawodów, na których te medale zostały zdobyte.
| Otwarte Mistrzostwa Europy. Pary Mikstowe. Podsumowanie medalowe (stan na: 27 czerwca 2013, edycje 1..13) | Otwarte Mistrzostwa Europy. Pary Mikstowe. Podsumowanie medalowe (stan na: 27 czerwca 2013, edycje 1..13) | Otwarte Mistrzostwa Europy. Pary Mikstowe. Podsumowanie medalowe (stan na: 27 czerwca 2013, edycje 1..13) | Otwarte Mistrzostwa Europy. Pary Mikstowe. Podsumowanie medalowe (stan na: 27 czerwca 2013, edycje 1..13) | Otwarte Mistrzostwa Europy. Pary Mikstowe. Podsumowanie medalowe (stan na: 27 czerwca 2013, edycje 1..13) | Otwarte Mistrzostwa Europy. Pary Mikstowe. Podsumowanie medalowe (stan na: 27 czerwca 2013, edycje 1..13) |
| F | Kraj | Złotych                                                                                                   | Srebrnych                                                                                                 | Brązowych                                                                                                 | |
| --- | --- | --- | --- | --- | --- |
| Anglia | Anglia | _00_01_00_Anglia                                                                                          | 1 | | |
| Austria                                                                                                   | Austria                                                                                                   | 1 | 2 | | |
| Bułgaria                                                                                                  | Bułgaria                                                                                                  | 2 | 2 | 1 | |
| Francja                                                                                                   | Francja                                                                                                   | 2 | 5 | 6 | |
| Holandia                                                                                                  | Holandia                                                                                                  | 2 | 1 | 1 | |
| Monako | Monako | _00_00_01_Monako                                                                                          | | 1 | |
| Niemcy | Niemcy | 1 | | | |
| Norwegia                                                                                                  | Norwegia                                                                                                  | 1 | | | |
| Polska | Polska | 1 | 1 | | |
| Rosja | Rosja | _00_00_01_Rosja                                                                                           | | 1 | |
| Szwecja                                                                                                   | Szwecja                                                                                                   | 1 | 1 | | |
| Turcja | Turcja | 1 | 1 | 1 | |
| Stany Zjednoczone                                                                                         | USA | _00_00_01_USA                                                                                             | | 1 | |
| Włochy | Włochy | 1 | 1 | 2 | |
| Razem | Razem | 13 | 15 | 14 | |

### Otwarte Mistrzostwa Europy Par Open
Poniższa tabela pokazuje zdobycze medalowe poszczególnych krajów w Otwartych Mistrzostwach Europy Par Open. Uwzględnione są wszystkie zawody – zarówno edycje 1–11 (Mistrzostwa Europy Par Open przed włączeniem do Otwartych Mistrzostw Europy), jak i edycje od numeru 12 (po włączeniu do OME).
Jeśli w parze, która zdobyła medal byli zawodnicy z różnych krajów, to każdemu z krajów zostaje przyznany medal.
Po najechaniu kursorem nad liczbę medali wyświetli się wykaz zawodów, na których te medale zostały zdobyte.
| Otwarte Mistrzostwa Europy. Mistrzostwa Europy. Pary Open. Podsumowanie medalowe (stan na: 29 czerwca 2013, edycje 1..17) | Otwarte Mistrzostwa Europy. Mistrzostwa Europy. Pary Open. Podsumowanie medalowe (stan na: 29 czerwca 2013, edycje 1..17) | Otwarte Mistrzostwa Europy. Mistrzostwa Europy. Pary Open. Podsumowanie medalowe (stan na: 29 czerwca 2013, edycje 1..17) | Otwarte Mistrzostwa Europy. Mistrzostwa Europy. Pary Open. Podsumowanie medalowe (stan na: 29 czerwca 2013, edycje 1..17) | Otwarte Mistrzostwa Europy. Mistrzostwa Europy. Pary Open. Podsumowanie medalowe (stan na: 29 czerwca 2013, edycje 1..17) | Otwarte Mistrzostwa Europy. Mistrzostwa Europy. Pary Open. Podsumowanie medalowe (stan na: 29 czerwca 2013, edycje 1..17) |
| F | Kraj | Złotych | Srebrnych | Brązowych | |
| --- | --- | --- | --- | --- | --- |
| Anglia | Anglia | _00_02_01_Anglia | 2 | 1 | |
| Austria | Austria | _00_01_00_Austria | 1 | | |
| Bułgaria | Bułgaria | 1 | | 1 | |
| Francja | Francja | 6 | 3 | 2 | |
| Holandia | Holandia | _00_02_02_Holandia | 2 | 2 | |
| Izrael | Izrael | _00_02_00_Izrael | 2 | | |
| Niemcy | Niemcy | 1 | | 2 | |
| Norwegia | Norwegia | _00_00_01_Norwegia | | 1 | |
| Polska | Polska | 7 | 1 | 3 | |
| Szwecja | Szwecja | 1 | 2 | 1 | |
| Stany Zjednoczone | USA | 2 | 1 | | |
| Włochy | Włochy | _00_04_04_Włochy | 4 | 4 | |
| Razem | Razem | 18 | 18 | 17 | |

### Otwarte Mistrzostwa Europy Par Kobiecych
Poniższa tabela pokazuje zdobycze medalowe poszczególnych krajów w Otwartych Mistrzostwach Europy Par Kobiecych. Uwzględnione są wszystkie zawody – zarówno edycje 1–8 (Mistrzostwa Europy Par Kobiet przed włączeniem do Otwartych Mistrzostw Europy), jak i edycje od numeru 9 (po włączeniu do OME).
Jeśli w parze, która zdobyła medal były zawodniczki z różnych krajów, to każdemu z krajów zostaje przyznany medal.
Po najechaniu kursorem nad liczbę medali wyświetli się wykaz zawodów, na których te medale zostały zdobyte.
| Otwarte Mistrzostwa Europy. Mistrzostwa Europy. Pary Kobiet. Podsumowanie medalowe (stan na: 29 czerwca 2013, edycje 1..14) | Otwarte Mistrzostwa Europy. Mistrzostwa Europy. Pary Kobiet. Podsumowanie medalowe (stan na: 29 czerwca 2013, edycje 1..14) | Otwarte Mistrzostwa Europy. Mistrzostwa Europy. Pary Kobiet. Podsumowanie medalowe (stan na: 29 czerwca 2013, edycje 1..14) | Otwarte Mistrzostwa Europy. Mistrzostwa Europy. Pary Kobiet. Podsumowanie medalowe (stan na: 29 czerwca 2013, edycje 1..14) | Otwarte Mistrzostwa Europy. Mistrzostwa Europy. Pary Kobiet. Podsumowanie medalowe (stan na: 29 czerwca 2013, edycje 1..14) | Otwarte Mistrzostwa Europy. Mistrzostwa Europy. Pary Kobiet. Podsumowanie medalowe (stan na: 29 czerwca 2013, edycje 1..14) |
| F | Kraj | Złotych | Srebrnych | Brązowych | |
| --- | --- | --- | --- | --- | --- |
| Anglia | Anglia | 1 | 1 | 2 | |
| Austria | Austria | 1 | | 1 | |
| Francja | Francja | 3 | 3 | 6 | |
| Hiszpania | Hiszpania | _00_01_00_Hiszpania | 1 | | |
| Holandia | Holandia | 4 | 3 | 1 | |
| Izrael | Izrael | 1 | | 4 | |
| Niemcy | Niemcy | 3 | 3 | | |
| Norwegia | Norwegia | 1 | | 1 | |
| Szwecja | Szwecja | 1 | | | |
| Stany Zjednoczone | USA | 1 | | 1 | |
| Włochy | Włochy | _00_03_00_Włochy | 3 | | |
| Razem | Razem | 16 | 14 | 16 | |

### Otwarte Mistrzostwa Europy Par Seniorów
Poniższa tabela pokazuje zdobycze medalowe poszczególnych krajów w Otwartych Mistrzostwach Europy Par Seniorów. Uwzględnione są wszystkie zawody – zarówno edycje 1–7 (Mistrzostwa Europy Par Seniorów przed włączeniem do Otwartych Mistrzostw Europy), jak i edycje od numeru 8 (po włączeniu do OME).
Jeśli w parze, która zdobyła medal byli zawodnicy z różnych krajów, to każdemu z krajów zostaje przyznany medal.
Po najechaniu kursorem nad liczbę medali wyświetli się wykaz zawodów, na których te medale zostały zdobyte.
| Otwarte Mistrzostwa Europy. Mistrzostwa Europy. Pary Seniorów. Podsumowanie medalowe (stan na: 29 czerwca 2013, edycje 1..13) | Otwarte Mistrzostwa Europy. Mistrzostwa Europy. Pary Seniorów. Podsumowanie medalowe (stan na: 29 czerwca 2013, edycje 1..13) | Otwarte Mistrzostwa Europy. Mistrzostwa Europy. Pary Seniorów. Podsumowanie medalowe (stan na: 29 czerwca 2013, edycje 1..13) | Otwarte Mistrzostwa Europy. Mistrzostwa Europy. Pary Seniorów. Podsumowanie medalowe (stan na: 29 czerwca 2013, edycje 1..13) | Otwarte Mistrzostwa Europy. Mistrzostwa Europy. Pary Seniorów. Podsumowanie medalowe (stan na: 29 czerwca 2013, edycje 1..13) | Otwarte Mistrzostwa Europy. Mistrzostwa Europy. Pary Seniorów. Podsumowanie medalowe (stan na: 29 czerwca 2013, edycje 1..13) |
| F | Kraj | Złotych | Srebrnych | Brązowych | |
| --- | --- | --- | --- | --- | --- |
| Anglia | Anglia | _00_01_00_Anglia | 1 | | |
| Austria | Austria | _00_00_02_Austria | | 2 | |
| Bułgaria | Bułgaria | _00_00_01_Bułgaria | | 1 | |
| Czechy | Czechy | _00_01_00_Czechy | 1 | | |
| Francja | Francja | 2 | 3 | 2 | |
| Holandia | Holandia | _00_00_01_Holandia | | 1 | |
| Irlandia | Irlandia | 1 | | | |
| Monako | Monako | 1 | | | |
| Niemcy | Niemcy | 1 | 3 | | |
| Norwegia | Norwegia | _00_00_01_Norwegia | | 1 | |
| Polska | Polska | 5 | 4 | 5 | |
| Szwajcaria | Szwajcaria | 1 | 0 | 1 | |
| Szwecja | Szwecja | _00_01_00_Szwecja | 1 | | |
| Włochy | Włochy | 4 | | 1 | |
| Razem | Razem | 15 | 13 | 14 | |